# Vlaams Agentschap Zorg en Gezondheid
Het Vlaams Agentschap Zorg en Gezondheid (VAZG) is een intern verzelfstandigd agentschap (IVA) zonder rechtspersoonlijkheid van de Vlaamse overheid. Het behoort tot het beleidsdomein Welzijn, Volksgezondheid en Gezin. Het agentschap werd opgericht in 2004 bij besluit van de Vlaamse Regering. Dit besluit trad in werking op 1 april 2006. Sinds 2014 staat het agentschap onder leiding van administrateur-generaal Dirk Dewolf. In 2020 telde het agentschap 313 vaste personeelsleden en 40 tijdelijke personeelsleden. De tijdelijke personeelsleden maken deel uit van de mobiele teams voor de COVID-19 bestrijding.

## Taken en bevoegdheden

### Missie
De missie van het agentschap is gesteld als volgt:

Samen met u gaan we voor meer gezondheid en betere zorg.

### Kerntaken
Het agentschap heeft als kerntaken:
- de programmatie, erkenning en subsidiëring van voorzieningen en zorgverstrekkers binnen de thuiszorg, de ouderenzorg, de algemene gezondheidszorg en de geestelijke gezondheidszorg;
- in het kader van het preventieve gezondheidsbeleid:
  - het opzetten en uitvoeren van projecten en programma's, en het erkennen en subsidiëren van initiatieven die deze uitvoeren;
  - de coördinatie van vaccinatieprogramma's;
  - het nemen van preventieve maatregelen om de verspreiding van infectieziekten tegen te gaan;
- in het kader van de volksgezondheid:
  - het uitvoeren van inspecties;
  - advies geven over milieuvergunningen;
  - het behandelen van klachten en incidenten;
- in het kader van de Vlaamse zorgverzekering:
  - het beheer van het Vlaams Zorgfonds (een intern verzelfstandigd agentschap met rechtspersoonlijkheid) dat de Vlaamse zorgverzekering beheert;
  - het beheer van de (neutrale) Vlaamse zorgkas, een van de zorgkassen binnen de Vlaamse zorgverzekering.

## Structuur en afdelingen
Het agentschap is samengesteld uit 7 afdelingen.

### Diensten van de administrateur-generaal
- De administrateur-generaal van het agentschap is dr. Dirk Dewolf (sinds 1/012014). Hij wordt ondersteund door zijn secretariaat.
- De stafdienst ICT staat in voor de ondersteuning, projectontwikkeling en innovatie van informatica binnen het agentschap.
- De stafdienst Communicatie en Coördinatie verzorgt de interne en externe communicatie, internationale betrekkingen, procesbeheer, personeelszaken en begrotingscoördinatie.

### Afdeling Beleidsinformatie en Data
Deze afdeling staat onder leiding van dhr. Koenraad Jacob (sinds 1/12/2017) en staat in voor:
- de juridische ondersteuning;
- het verzamelen en opvolgen van gegevens (onder andere gezondheidsindicatoren zoals de sterftecijfers in Vlaanderen);
- voor de ondersteuning van de Koninklijke Academie voor Geneeskunde van België, die de overheid adviseert en het wetenschappelijk onderzoek bevordert door wetenschappelijke prijzen uit te reiken, bijeenkomsten en voordrachten te organiseren en wetenschappelijke publicaties uit te geven.

### Afdeling Preventie
Deze afdeling staat onder leiding van dr. Iris De Schutter (sinds 1/04/2017) en staat in voor het preventiebeleid: alles wat gaat over het bevorderen van een gezonde levensstijl en het voorkomen van ziektes en aandoeningen. Daarbij gaat het om thema's zoals de Vlaamse gezondheidsdoelstellingen en de bestrijding van infectieziekten. Meer bepaald staat deze afdeling in voor:
- het behalen van de gezondheidsdoelstellingen door de bijhorende actieplannen uit te voeren, onder andere die over gezonde voeding en beweging, tabak, alcohol & drugs, ongevallenpreventie en zelfdoding;
- bevolkingsonderzoeken om ziektes op te sporen, meer bepaald kankeropsporing en opsporing van aangeboren aandoeningen bij pasgeborenen;
- andere preventiethema's zoals seksuele gezondheid;
- het erkennen en subsidiëren van partnerorganisaties, waaronder locoregionale netwerken (Logo’s);
- het adviseren over en toezicht houden op een gezond leefmilieu, waaronder de luchtkwaliteit, de kwaliteit van het drinkwater, putwater, oppervlaktewater & grondwater, bodemverontreiniging, ongezonde woningen, zwembaden en open zwemgelegenheden, kampeerterreinen, begraafplaatsen en ziekenhuishygiëne;
- de bestrijding van infectieziekten, waaronder het voorkomen, beperken & opvolgen van uitbraken of epidemieën;
- de coördinatie en opvolging van vaccinatieprogramma’s.

Om deze activiteiten te kunnen uitvoeren beschikt de afdeling over een buitendienst in elke provincie.

### Afdeling Vlaamse Zorgkas & Zorgberoepen
Deze afdeling staat onder leiding van dhr. Kurt Van Landeghem (sinds 1/10/2020) en staat in voor:
- de erkenning van de zorgberoepen;
- de uitbating van de (van overheidswege neutrale) Vlaamse zorgkas.

### Afdeling Eerste Lijn en Gespecialiseerde Zorg
Deze afdeling staat onder leiding van dhr. Tom De Boeck (sinds 22/08/2016) en houdt zich bezig met de ziekenhuizen en de geestelijke gezondheidszorg. Meer bepaald staat deze afdeling in voor de programmering, planning, erkenning en subsidiëring van:
- eerstelijnszorg;
- ziekenhuizen (algemene, universitaire, categorale en psychiatrische ziekenhuizen;
- psychiatrische verzorgingstehuizen (PVT's);
- initiatieven voor beschut wonen;
- Centra voor Geestelijke Gezondheidszorg;
- revalidatiecentra.

### Afdeling Woonzorg
Deze afdeling staat onder leiding van dhr. Tom Vermeire (sinds mei 2014) en staat in voor:
- de erkenning en subsidiëring van voorzieningen en projecten in de thuiszorg, waaronder diensten voor gezinszorg & aanvullende thuiszorg, diensten voor logistieke hulp, lokale dienstencentra, regionale dienstencentra, diensten voor oppashulp, diensten voor gastopvang, diensten voor thuisverpleging, diensten maatschappelijk werk van ziekenfondsen en verenigingen van gebruikers en mantelzorgers;
- de erkenning en subsidiëring van voorzieningen en projecten in de eerstelijnszorg, waaronder samenwerkingsinitiatieven eerstelijnsgezondheidszorg (SEL’s);
- de erkenning en subsidiëring van voorzieningen in de palliatieve zorg, waaronder palliatieve netwerken en de Federatie Palliatieve Zorg Vlaanderen;
- de programmering, planning, erkenning en subsidiëring van voorzieningen in de ouderenzorg, waaronder woonzorgcentra & rust- en verzorgingstehuizen, centra voor kortverblijf, centra voor herstelverblijf, dagverzorgingscentra, serviceflats en assistentiewoningen;
- het beheer van de Woonzorglijn.

De activiteiten rond thuiszorg zijn gericht op de uitvoering van de beleidsdoelstelling om mensen zo lang mogelijk in hun thuisomgeving te houden en te verzorgen en om de continuïteit van de zorg te verzekeren.

### Afdeling Vlaamse Sociale Bescherming
Deze afdeling werd in 2016 opgebouwd uit de voormalige Afdeling Vlaamse Zorgverzekering en staat onder leiding van dhr. Xavier Meurisse (anno 2016). De afdeling organiseert de Vlaamse Sociale Bescherming; die is bedoeld als een extra laag bovenop de federale sociale zekerheid. De afdeling organiseert de Vlaamse zorgverzekering en regelt de tegemoetkoming voor hulp aan bejaarden (THAB).
Dit houdt onder andere in:
- de financiering van de Vlaamse zorgverzekering beheren;
- de zorgkassen aansturen;
- bezwaren en boetes behandelen.